# Podborova
Podborova (en serbe cyrillique : Подборова) est un village du nord du Monténégro, dans la municipalité de Pljevlja.

## Démographie

### Évolution historique de la population
| 1948 | 1953 | 1961 | 1971 | 1981 | 1991 | 2003 |
| ---- | ---- | ---- | ---- | ---- | ---- | ---- |
| 208  | 223  | 253  | 235  | 193  | 173  | 94   |